# Ya
Ya (Cung, Tai Ya), tajski narod u središnjem Yunnanu, južna Kina, poglavito u autonomnom okrugu Xinping Yi-Dai, i oko 400 u Tajlandu. Ya jezično pripadaju skupini Kam-Tai, užoj podskupini pravih Taja i dijele se na dvije glavne grupe, Tai Sai i Tai Ka. jezikom kojim govore, tai-ya, služi se 34,000 ljudi (1982).
Glavni simbol kulture naroda Ya je tetoviranje koje se povezuje uz mit, dok još nije bilo sunca, o potrazi heroja Wannapa, za velikim biserom koji je davao svjetlost ljudima s jednog drveta pipala ((Ficus religious, svetoga drveta koje je obožavano još u Mohenjo Daru). Wannapa je biljnim sokom na svom tijelu crtao kartu svog puta kako bi se mogao vratiti. Prema riječima jedne 102 godina stare pripadnice ovog naroda, samo one osobe koje imaju završene tetovaže na licu mogu da se žene i udaju, jer se samo takvi smatraju odraslim osobama.
Ya su animisti i politeisti. Svake godine prije nego što sade svoja polja nudi se žrtva duhovima polja i božici riže.